# Martin O'Neill
Martin Hugh Michael O'Neill (n. 1 martie, 1952, Kilrea, Irlanda de Nord) este un fost fotbalist și antrenor de fotbal nord-irlandez.
Este fost căpitan al echipei naționale de fotbal a Irlandei de Nord. A mai antrenat cluburile Grantham Town, Wycombe Wanderers, Norwich City, Leicester City, Celtic, Aston Villa și Sunderland. O'Neill este cunoscut mai ales pentru perioada petrecută la Celtic, club cu care a câștigat de trei ori Scottish Premier League.

## Palmares

### Jucător
Distillery
- Irish Cup: 1970-71[4]

Nottingham Forest
- Football League First Division: 1977–78[5]
- Football League Cup: 1977–78,[5] 1978–79[5]
- FA Charity Shield: 1978[6]
- European Cup: 1978–79,[7] 1979–80[8]
- European Super Cup: 1979[9]
- Cupa Anglo-Scoțiană: 1977[6]

Irlanda de Nord
- British Home Championship: 1980,[6][10] 1984[6][11]

### Antrenor
Wycombe Wanderers
- Football Conference: 1992–93
- FA Trophy: 1990–91, 1992–93
- Football League Third Division play-offs: 1993–94

Leicester City
- Football League First Division play-offs: 1995–96
- Football League Cup: 1996–97, 1999–2000

Celtic
- Scottish Premier League: 2000–01, 2001–02, 2003–04
- Cupa Scoției: 2000–01, 2003–04, 2004–05
- Scottish League Cup: 2000–01
- Cupa UEFA

Finalist: 2002-03